# Сарасота
Сарасота (на английски: Sarasota) е град във Флорида, САЩ. Намира се на брега на Мексиканския залив в близост до град Тампа. Той е курортно градче, което впечатлява с тропическата си растителност и изобилие на исторически места. Според преброяването през 2013 година населението му е 53 326 жители като от тях 76,91% са бели, 16,02% чернокожи, 0,35% индианци, 1,02% азиатци, 0,05% от островите в Тихи океан и 5,65% други. Първите европейски заселници идват около 1840 г.